# خواکین کوئینتوس
خواکین کوئینتوس (انگلیسی: Joaquín Quinteros؛ زادهٔ ۱۱ مارس ۱۹۹۲) بازیکن فوتبال است.